# Fell
Pour les articles homonymes, voir Fell (homonymie).

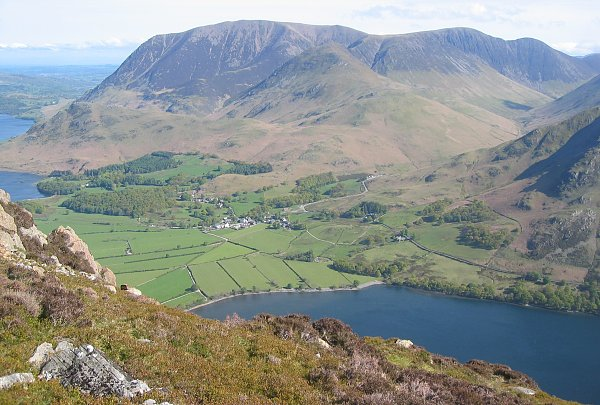
Grassmoor, un des fells du Lake District

Le mot anglais fell désigne dans le nord de l'Angleterre une colline ou montagne, particulièrement dans le Lake District, les Pennines mais aussi l'île de Man.

## Étymologie
Le mot anglais fell vient du vieux norrois fjall qui signifie « montagne ». On le retrouve dans l'islandais fjall/fell, le féroïen fjall, le danois fjeld, le suédois fjäll, et le norvégien fjell, qui désignent tous des éminences au-dessus de la limite des arbres. Des reliefs analogues de la Laponie sont appelés tunturi (pluriel : tunturit), mais ce terme est souvent traduit en anglais par le suédois fjäll (tunturi se réfère également à des plateaux dépourvus d'arbres dans les régions septentrionales).
Le mot fell désignait originellement une zone élevée de terres non cultivées, utilisée comme pâturage commun. Il se retrouve dans de nombreux noms de lieu du nord de l'Angleterre : Seathwaite Fell, par exemple, était le pâturage commun des fermiers de Seathwaite. Ce sens se retrouve dans le nom de plusieurs races d'élevage comme le mouton Rough Fell et le poney Fell.
Aujourd'hui le mot fell désigne les montagnes et collines du Lake District et des Pennines (Seathwaite Fell désignant désormais le sommet voisin).

## Divers
Des groupes de cairns sont fréquents sur les fells, marquant souvent le sommet ; de bons exemples sont Wild Boar Fell et Nine Standards Rigg.
Le fell running est une variété britannique de trail ou course en montagne, dont le plus célèbre est le Bob Graham Round qui parcourt 42 fells du Lake District.
Les Wainwrights sont les 214 fells décrits dans les sept volumes du Pictorial Guide to the Lakeland Fells (1955–1966) d'Alfred Wainwright, vendus à plus de deux millions d'exemplaires. Parcourir ces 214 fells est un des classiques du peakbagging (collection de sommets).